# Eloria cissusa
Eloria cissusa är en fjärilsart som beskrevs av Druce 1893. Eloria cissusa ingår i släktet Eloria och familjen tofsspinnare. Inga underarter finns listade i Catalogue of Life.